# Lac Huala Hué
Le lac Huala Hué, en Argentine, est un lac andin d'origine glaciaire situé à l'ouest de la province de Río Negro, dans le département de Bariloche, en Patagonie. 

## Géographie

Carte du parc national Nahuel Huapi.

Le lac Huala Hué occupe le centre d'une petite cuvette d'origine glaciaire qui s'ouvre à l'ouest sur la vallée du río Manso et le lac Steffen, et surmontée au nord par des hauteurs approchant les 1 800 mètres. De forme ovale, le lac est orienté d'est en ouest.
Ses rives sont en pente douce et couvertes de bois de type andino-patagonique bien conservés. Il se trouve au sein du parc national Nahuel Huapi, dans une région où la forêt n'a pas été dégradée par des cultures ou autres activités humaines. Il n'y a pas d'établissement permanent sur ses rives.
Son émissaire, long de deux kilomètres et qui prend naissance au niveau de son extrémité occidentale se jette dans le río Manso, juste après sa sortie du lac lac Steffen. Durant ce court trajet, il dévale de plus de 280 mètres. 
Comme tous les lacs du bassin versant du río Manso, le lac appartient au bassin de l'Océan Pacifique par l'intermédiaire du río Puelo.

## Accès
On accède au lac Huala Hué par la route nationale 40 (secteur allant d'El Bolsón à San Carlos de Bariloche) qui passe 4 à 5 kilomètres plus à l'est. 

Un chemin un peu difficile mais en bon état quitte la nationale vers l'ouest. Ce chemin, tout en descente (depuis l'altitude 1000 de la RN 40, jusqu'au niveau du lac soit 823 mètres), mène en fait aux lacs Steffen et Martín, et ce faisant longe la rive sud du lac Huala Hué.
À mi-chemin, il existe un mirador d'où l'on a une superbe vue panoramique des trois lacs pris en enfilade (Huala Hué à l'avant-plan, puis Steffen et Martín), avec les sommets enneigés des Andes du côté de la frontière chilienne, à l'arrière-plan.